# Angolo di Cobb

Misurazione dell'angolo di Cobb a 89° di una levoscoliosi

L'angolo di Cobb è un parametro che misura i disturbi di flessione della colonna vertebrale, come la scoliosi e le deformità traumatiche.

## Definizione e metodo
Viene definito come l'angolo maggiore in una particolare zona della colonna vertebrale, se misurato a partire dalla parte superiore di una vertebra superiore fino alla parte inferiore di una vertebra. Tuttavia, le estremità sono generalmente parallele per ogni vertebra, quindi non tutte le fonti includono l'uso di un'estremità superiore o inferiore nella definizione.
Se non diversamente specificato, in genere si presume che si riferisca agli angoli sul piano coronale, ad esempio nelle radiografie in proiezione posteroanteriore. Al contrario, un angolo di Cobb sacrale è un angolo misurato sul piano longitudinale, come ad esempio nelle radiografie laterali.
Gli angoli di Cobb vengono misurati preferibilmente in piedi, poiché stando sdraiati si riducono di circa 7-10°.

## Uso
In una recente meta-analisi delle classificazioni delle fratture traumatiche della colonna vertebrale, l'angolo di Cobb risulta essere il metodo preferito per misurare la cifosi post-traumatica.